# Devils Thumb, Antarktis
Devils Thumb är en bergstopp i Antarktis. Den ligger i Östantarktis. Nya Zeeland gör anspråk på området. Toppen på Devils Thumb är 245 meter över havet.
Terrängen runt Devils Thumb är huvudsakligen kuperad, men norrut är den bergig. Havet är nära Devils Thumb åt nordost. Trakten är obefolkad. Det finns inga samhällen i närheten. 